# サド川
サド川（ポルトガル語: Rio Sado）は、南部ポルトガルを流れる国の主要河川のひとつである。北方向へ流れるポルトガルの唯一の主要河川で、カルディランの丘陵地からおよそ175km流れ、セトゥーバルの三角江を経て大西洋に注ぐ。
米、トウモロコシ、野菜などの栽培を目的とした流域地の農地開発のため、上流から河口に至る間に複数地点で灌漑用のダムや堰が設けられている。河口付近ではアルカセル・ド・サルの都市を横切る。
河口はハンドウイルカの大きな集団の生息地となっている。また、塩性湿地とヨシ原が広がる三角江一帯はサギ、オオフラミンゴ、ユーラシアカワウソ、ヨーロッパヤマネコなどの生息地として、1996年にラムサール条約登録地となった。

流路